# Читинская ТЭЦ-1
Читинская ТЭЦ-1 (до 1982 года Читинская ГРЭС) — ТЭЦ в г. Чита, на берегу озера Кенон, служащего для неё водоёмом—охладителем. Входит в ТГК-14, являясь электростанцией с самой большой установленной электрической мощностью в структуре компании. ТЭЦ обеспечивает электроснабжение г. Чита и выдачу электроэнергии в общую сеть по линиям 220/110 кВ, централизованным теплоснабжением на 80 % потребности областного центра и пос. Энергетиков и КСК.
Строительство началось на западном берегу озера Кенон в 1958 году. При проектировании станции был принят ряд нестандартных технических решений. Так как отсутствовал опыт строительства крупных объектов на вечной мерзлоте, основные объекты станции расположили на искусственно созданном основании, для чего часть акватории озера Кенон была замыта массивом песка общим объёмом 1 млн м³. Основной подрядчик строительства — трест «Сибэнергострой».
Строительство электростанции велось в две очереди. В I очереди, строительство которой закончено в 1969 году, установлены 7 котлоагрегатов типа БКЗ-220-100 и 4 турбоагрегата: 2 турбоагрегата типа ПТ-60-90/13 и 2 турбоагрегата типа К-100-90. 30 сентября 1965 года были введены в эксплуатацию первые котлоагрегат (БКЗ-220-100Ф) и турбоагрегат (ПТ-60-90/13). В 1966 году были введены следующие 3 котла и 2 турбины, в 1968 году — ещё 2 котла и одна турбина, в 1969 году — котёл № 7.С 1972 по 1978 год велось строительство второй очереди станции. Во II очереди установлено 2 турбоагрегата типа К-100-90 и 6 котлоагрегатов типа БКЗ-220-100Ф. в 1972 году — турбина № 5, в 1973 году — котел № 8 и турбина № 6. В 1974 году были введены два котла № 9 и № 10, в 1975 году — котел № 11, в 1977 году — котел № 12 и в 1978 году — последний на настоящий момент котёл № 13. ГРЭС вышла на проектную мощность 520 МВт. Средняя выработка в те годы составляла порядка 3,5 миллиардов кВт/час в год.
В 1982 году была проведена реконструкция паровых турбин К-100-90. Реконструкция заключалась в устройстве регулируемого теплофикационного отбора на пароперепускных трубах из цилиндра высокого давления в цилиндры низкого давления.выходной ступени с целью организации теплофикационного отбора. Электростанция стала называться теплоэлектроцентралью, Читинская ГРЭС была переименована в Читинскую ТЭЦ-1.

## Основное оборудование
В основное оборудование станции входят:
- установлено 12 котельных агрегатов БКЗ-220-100Ф6 и 1 реконструированный котельный агрегат БКЗ-240-100Ф6.
- 2 турбины ПТ-60-90, одна турбина Т-80-90 (бывшая К-100-90), две турбины Т-87-90 и одна турбина Т-97-90 (бывшие К-100-90), 2 электрические машины ТВФ-100-2, 2 электрические машины ТВФ-60-2 и две электрических машины ТВФ-120-2.[4].

## Современное состояние
В 2013 году велось строительство третьей чаши золоотвала Читинской ТЭЦ-1, с целью улучшения теплоснабжения. В 2010 году подверглась реконструкции тепломагистраль, были заменены участки трубопровода общей длиной 2,424 км, в феврале 2013 года закончилась реконструкция шестого турбоагрегата. Целью реконструкции являлся перевод на противодавление с увеличением тепловой мощности турбогенератора. Это нужно для расширения рынка сбыта тепловой энергии и подключения новых домов. Турбогенератор лишился конденсатора — взамен был установлен горизонтальный сетевой подогреватель ПСГ-1300. В результате этого тепловая мощность увеличилась на 85 Гкал/час, удельный расход топлива на отпуск тепловой энергии снизился на 1,5 %, электрической — на 3 %. Расход воды из озера Кенон снизился на 11,5 миллионов кубометров в год. Выброс вредных веществ в атмосферу снизился на 746 тонн в год. Электрическая мощность турбоагрегата после реконструкции составляет 78,8 МВт, то есть она снизилась на 18.2 МВт, также произошла его перемаркировка из Т-97-90 в Р-78,8-8,7/0,23 Установленная электрическая мощность Читинской ТЭЦ-1 после модернизации 452,8 МВт, тепловая 1072 Гкал/час. До 2013 установленная электрическая мощность Читинской ТЭЦ-1 была 471 МВт, тепловая 987 Гкал/час. Ожидается реконструкция первого турбоагрегата летом 2013, а также остальных в дальнейшем.
Ведётся работа над проектом строительства третьей очереди Читинской ТЭЦ-1.
Строительство третьей очереди ведётся с 80х годов прошлого столетия. Так, самая высокая дымовая труба (200м) была сдана в 1989 году (год постройки выложен кирпичом на самом её верху), монтажный стальной каркас рабочего корпуса, частично обшитый железобетонными плитами, так же возведён в 1980-х (на 2019 год — демонтирован, по тендеру объявленному в 2017 г.). С приходом 1990-х все работы по третьей очереди были остановлены. На завершение строительства требуется 23 миллиарда рублей. По сообщению ГТРК-Чита: В августе 2019 года, господин Черезов на встрече с представителями города Чита, заявил, что никакие деньги не будут выделяться на достройку ТЭЦ-1, так как до 2025 года, в регионе не предвидится дефицит по электроэнергии. Что касается недостатка тепловой энергии на обогрев города, то — стройте локальные мини-котельные.
20 ноября 2019 года, завершена процедура замены турбины № 1 и ввод её в работу.